# Jean Romieu
Pour les articles homonymes, voir Romieu.
Jean-Pierre-Louis Romieu, né le 31 janvier 1858 à Paris et mort le 18 août 1953 à Theix, est un juriste français, président de la Section du contentieux du Conseil d'État.

## Biographie

### Jeunesse et études
Jean Pierre Louis Romieu naît le 31 janvier 1858 au no 10 de la cité Trévise, à Paris,. Il est le fils d'un banquier.
En 1877, il entre à l'École polytechnique,. Il devient sous-lieutenant d'artillerie de marine,. Deux ans plus tard, il démissionne afin d'entrer au ministère des Affaires étrangères après avoir étudié à l'École libre des sciences politiques.
Licencié en droit, il passe le concours d'entrée au Conseil d'État.

### Parcours professionnel
Reçu, il y entre le 1er janvier 1881 avec le grade d'auditeur de deuxième classe. Le 23 mars 1886, il est promu au grade d'auditeur de première classe. Le 29 janvier 1891, il devient maître des requêtes. Peu après, il est nommé commissaire du gouvernement.
Le 8 août 1907, il accède au grade de conseiller d'État. Le 18 mars 1913, il est nommé président de sous-section de la section du contentieux,.
En janvier 1918, il devient président de la section du contentieux,, fonction qu'il exerce jusqu'en 1933. En 1928, il refuse d'exercer la fonction de vice-président du Conseil d'État.
En qualité de commissaire du gouvernement (rapporteur public), ses conclusions, réputées pour leur clarté et leur rigueur juridiques, ont souvent influencé les arrêts du Conseil d'État et favorisé des revirements de jurisprudence. Jean Romieu a cherché à faciliter les recours en justice des citoyens ; ainsi des organisations (par exemple des associations et des syndicats professionnels) devaient, selon lui, être admises à représenter les intérêts collectifs. Il a contribué à élargir le champ du contentieux administratif, renforçant par là le contrôle du Conseil d'État sur les institutions publiques. Il a contribué à l'extension aux services de police du principe selon lequel l'administration est pécuniairement responsable de la faute de service commise par ses agents.
Il est notamment président de séance dans le cadre de la requête de sieur Heyriès qui aboutira au célèbre arrêt Heyriès.
Jean Romieu prend sa retraite le 31 janvier 1933.
Il meurt le 18 août 1953 à Theix dans le Morbihan, à l'âge de 95 ans.

### Parcours professoral
Romieu enseigne le droit administratif à l'École nationale des ponts et chaussées, à partir de 1906. Dès 1911, il enseigne à l'École libre des sciences politiques. Il y dispense un des deux principaux cours de droit administratif, l'autre étant donné par Jacques Tardieu. Son cours est, selon Pierre Rain, « consacré surtout aux travaux publics et aux grands services concédés ». Lorsque l'école est transformée en Institut d'études politiques de Paris, son cours est renommé « Droit public » et est le cours fondamental et obligatoire de l'établissement.